# Ravensburger Hütte
Die Ravensburger Hütte ist eine Schutzhütte der Sektion Ravensburg des Deutschen Alpenvereins. Sie liegt im Lechquellengebirge auf dem Gebiet der Gemeinde Dalaas, unweit oberhalb des Spullersees (1827 m) auf der Weidefläche südwestlich der Brazer Stafel, am Fuße des Spuller-Schafbergs (2679 m). Für den aktiven Alpinisten und Sportler ist sie Stütz- und Ausgangspunkt für fast alle Gipfel der Spullerberge. z. B. für den berühmten Kletterberg Roggalspitze.

## Geschichtliches
Die Sektion Ravensburg suchte, nachdem das Arlberggebiet mit der 1884 fertiggestellten Arlbergbahn deutlich einfacher zu bereisen war, zunächst einen Hüttenbauplatz am Arlberg. Nachdem sie dort nicht fündig wurde, wich sie ins östliche Lechquellengebirge aus und eröffnete nach 3½ Monaten Bauzeit am 19. August 1912 eine Steinhütte (im Bild rechts ist das der linke, teilweise beschattete Gebäudeteil). Im Ersten Weltkrieg verwaiste sie. Danach wurden die Staumauern des Spullersees für die Elektrifizierung der Arlbergbahn gebaut, was jahrelange Probleme durch Vandalismus und angetrunkene Bauarbeiter mit sich brachte.
Um zu verhindern, dass aus dem Deutschen und Österreichischen Alpenverein ausgeschlossene Juden, die eine eigene „Sektion Donauland“ gegründet hatten, die am Spullersee gelegene Ditteshütte kauften, erwarb die Sektion Ravensburg diese im Jahr 1927 unter Überstrapazierung ihrer Finanzen und ließ sie vom Pächter der Ravensburger Hütte mitbewirtschaften. Der Betrieb der schwach besuchten Ditteshütte war ein wirtschaftlicher Misserfolg. Nach einem überwundenen Tiefschlag für den Tourismus infolge der Tausend-Mark-Sperre war die Ravensburger Hütte sogar teilweise im Winter in Betrieb. 1945 beschlagnahmte die französische Besatzungsmacht die Ravensburger Hütte und löste die als nationalsozialistische Organisation eingestufte Sektion auf.
1956 konnte der neugegründete Sektion Ravensburg wieder über die (inzwischen heruntergekommene) Hütte verfügen. Sie wurde instand gesetzt und 1958/59 (nach Osten) hin erweitert. Nachdem das Bergsteigen in den 1970er und 1980er Jahren boomte, und die Mitgliederzahl der Sektion Ravensburg auf das Doppelte stieg, erfolgte 1974/76 eine Erweiterung (Flachbau) nach Norden, und eine Modernisierung. Die Bewirtung wurde auf Selbstbedienung umgestellt. In körperlicher Schwerstarbeit zog man ein Kabel durch den Stollen, welcher das Wasser des Zürser Sees in den Spullersee leitet, und schloss das Haus ans Stromnetz an. Die Jungmannschaft richtete den Winterraum im Keller des Baues von 1912 ein. 1988/89 wurde eine Abwasserreinigungsanlage installiert. 2008/09 erfolgte eine nochmalige Erweiterung nach Osten hin. In diesem Anbau finden ein Seminarraum, eine Kletterwand und Räume für das Personal Platz. Nach der Ära des langjährig (1980 bis 2011) tätigen Pächters Siegfried Zatsch stellte sein Nachfolger die Bewirtung wieder auf Bedienung um. Die Hütte kann sowohl über einen Güterweg, als auch über eine Materialseilbahn beliefert werden.

## Aufstieg

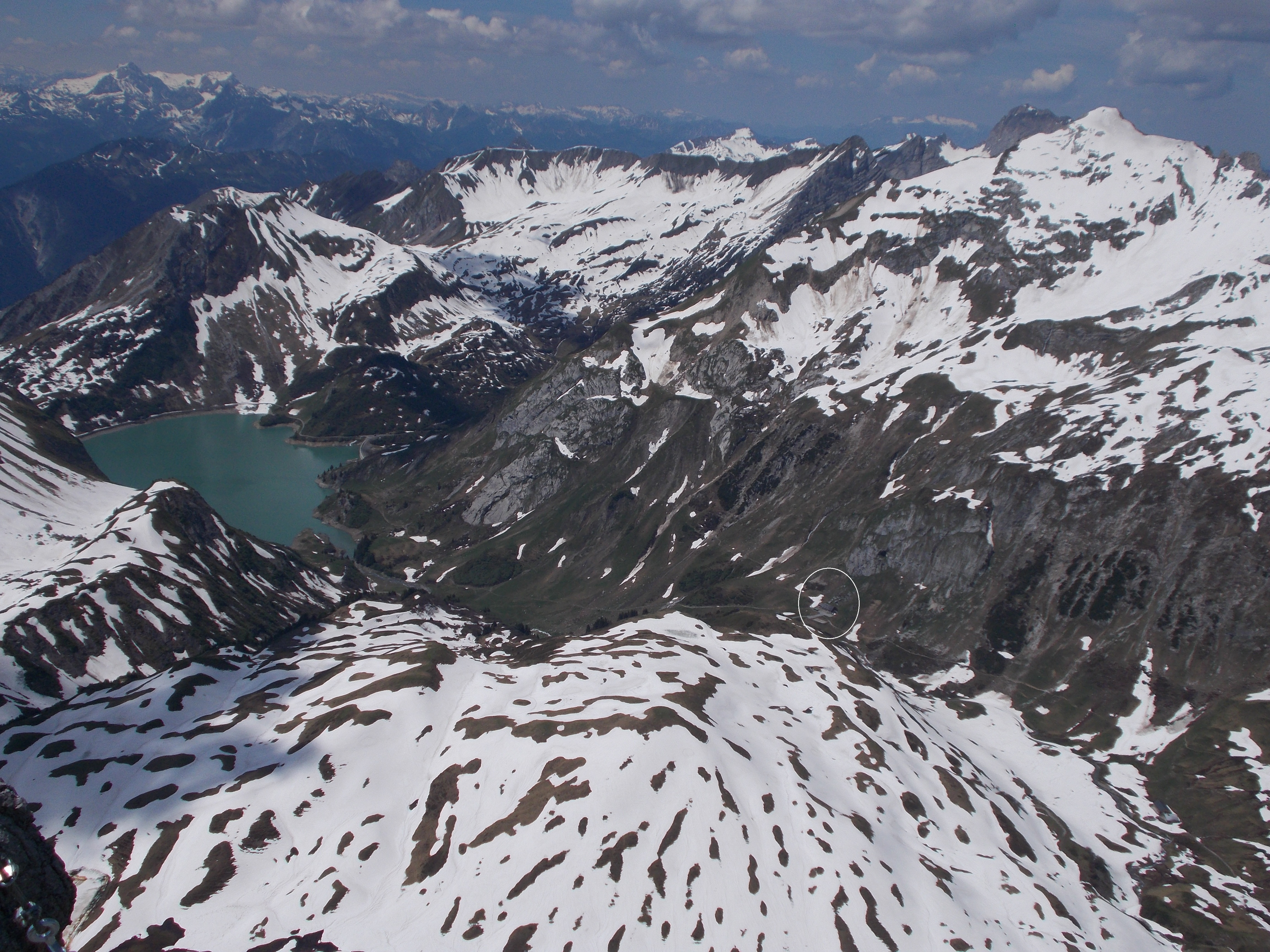
Spullersee und Ravensburger Hütte (im Kreis) am Fuß des Spullerschafbergs von der Roggalspitze gesehen

- Von Zug über das Stierlochjoch (2010 m): Ausgeschildert, guter Weg, anfangs steil, später flacher. Ab Stierlochjoch abwärts zur Hütte. Liegt morgens in der Sonne, abends schattig, 1½ bis 2 Stunden. Bei einem Aufstieg von Lech auf leichtem Weg nach Zug (dorthin auch Linienbusse) sind weitere 30 Minuten einzuplanen.
- Von Zürs (1717 m) durch das Skigebiet und am Zürser See vorbei über das Madlochjoch (2438 m).
- Von Klösterle (1073 m), dem Bahnhof Langen am Arlberg (1217 m, Schnellzughalt, ideal für Bahnreisende) oder Wald am Arlberg (ca. 1010 m) über den Spullersee ausgeschildert, die drei Wege treffen nach etwa 45 Minuten aufeinander. Der Weg von Klösterle ist anfangs steiler, liegt aber morgens im Schatten. Bis etwa zur Spullers-Grabsalpe Lärm von der Arlberg Schnellstraße S 16. Ca. 2½ bis 3 Stunden.
- Vom Spullersee: Fahrt zur Nordstaumauer des Spullersees (ab Lech ca. 15 km über Mautstraße, von 8:00 bis 17:00 Uhr für den allgemeinen Verkehr gesperrt). Dorthin gibt es auch einen Linienbusverkehr[3] und bis zur Mautstelle bei Zug gelten die Preise des Verkehrsverbund Vorarlberg. Über die Nordstaumauer und einen Wanderweg in ca. 45 Minuten, oder in 1½ Stunden auf dem Güterweg um den Spullersee und über die Südstaumauer zur Hütte.
- Von Wald am Arlberg durch das Glongtobel und über das Dalaaser Schütz (ca. 2150 m) zum Spullersee hinab. Weiter, wie oben genannt. Ca. 5 Std.

## Klettern

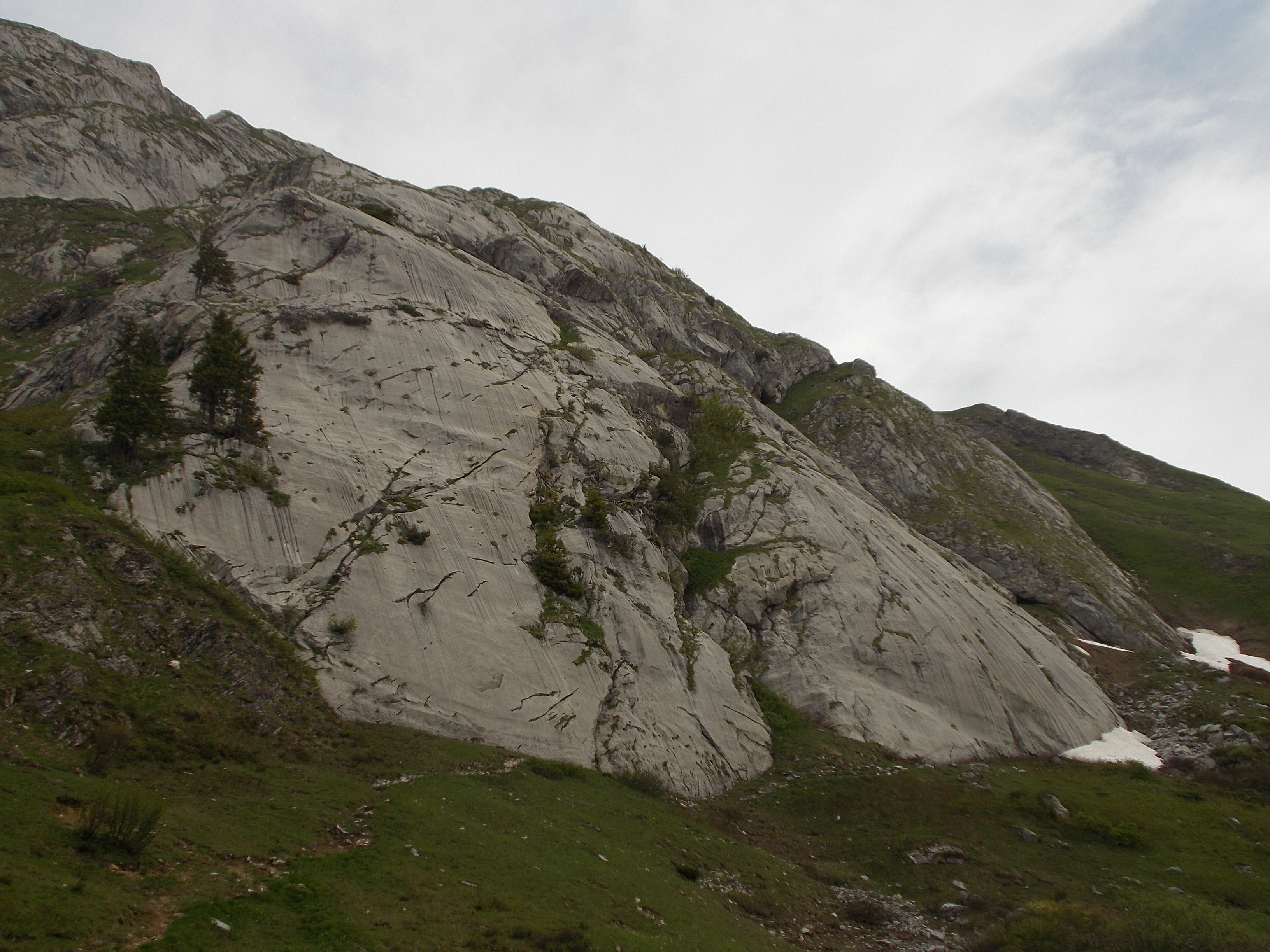
Klettergarten „Spullerplatten“ oberhalb des Weges von der Nordstaumauer zur Ravensburger Hütte

Das Gebiet um den Spullersee bietet eine Vielzahl an Klettermöglichkeiten:
Zum einen erhebt sich direkt hinter der Hütte die „Luggiwand“. Oberhalb von dieser befindet sich das Klettergebiet „Bellavista“, wo auch Routen für Kinder eingerichtet sind.
Die schon erwähnte Roggalspitze bietet neben der Nordkante und den Routen über andere Grate auch diverse Anstiege über die Westwand und den Westwand-Vorbau.
Am Zustieg vom Spullersee zur Hütte passiert man die Spullerplatten.
Der Nordwestpfeiler des Spullerschafbergs bietet weitere Routen.
Die Plattnitzerjochspitze auf der Westseite des Spullersees wird vor allem über ihren Ostgrat mit den sechs Türmchen erklettert. In ihrer Südwand gibt es eine weitere Route.

## Übergänge
- Zur Freiburger Hütte: Vorbei am Spullersee über den Gehrengrat (2439 m). Nur bei gutem Wetter ratsam, sonst durchs Tal über die Dalaaser Staffel und Tannläger-Alpe. Die Gehzeit beträgt jeweils 3½ bis 4 Stunden.
- Zur Göppinger Hütte über den Spullersee zum Zuger Älpele (an der Mautstraße Zug – Spullersee) und hinauf zur Hütte. Vom Zuger Älpele ca. 2½ Stunden.
- Zur Stuttgarter Hütte und Ulmer Hütte über das Madlochjoch und Zürs (3 Stunden) und in weiteren 2 Stunden hinauf zur Stuttgarter Hütte oder gleich weiter über den Boschweg zur Ulmer Hütte in weiteren 2 Stunden.
- Zur Ulmer Hütte über das Madlochjoch und Zürs und den Flexenpass in ca. 7 Stunden